# Pieris balcana
Pieris balcana is een vlinder uit de familie witjes. De wetenschappelijke naam is voor het eerst geldig gepubliceerd in 1970 door Lorkovic.
De soort komt voor in Europa.